# Caribou (Maine)
Caribou város az USA Maine államában, Aroostook megyében. Lakosainak száma 7396 fő (2020. április 1.).

## Népesség
A település népességének változása:

| 2010 | 8 189 |
| 2020 | 7 396 |